# Будянська селищна рада
Будя́нська се́лищна ра́да — адміністративно-територіальна одиниця та орган місцевого самоврядування в Харківському районі Харківської області. Адміністративний центр — селище міського типу Буди.

## Загальні відомості
Будянська селищна рада утворена в 1938 році.
- Територія ради: 37,71 км²
- Населення ради: 7 295 осіб (станом на 2001 рік)

## Населені пункти
Селищній раді підпорядковані населені пункти:
- смт Буди
- с. Бистре
- с. Бідряги

## Склад ради
Рада складається з 36 депутатів та голови.
- Голова ради: Беліченко Всеволод Володимирович
- Секретар ради: Рожкова Наталя Анатоліївна

### Керівний склад попередніх скликань
| Прізвище, ім'я, по батькові      | Основні відомості                                           | Дата обрання | Дата звільнення |
| -------------------------------- | ----------------------------------------------------------- | ------------ | --------------- |
| Бобров Юрій Вікторович           | Селищний голова, 1960 року народження, член Партії регіонів | 26.03.2006   | 13.07.2010      |
| Беліченко Всеволод Володимирович | Селищний голова, 1960 року народження, освіта вища          | 31.10.2010   |                 |

Примітка: таблиця складена за даними сайту Верховної Ради України

### Депутати
За результатами місцевих виборів 2010 року депутатами ради стали:

#### За суб'єктами висування
| Суб'єкт висування    | Кількість обраних депутатів | %    |
| -------------------- | --------------------------- | ---- |
| Партія регіонів      | 25                          | 69,4 |
| Самовисування        | 9                           | 25   |
| Партія «Відродження» | 2                           | 5,6  |

#### За округами
| № округу             | Прізвище, ім'я, по батькові        | Дата визнання обраним | Освіта             | Партійна приналежність    | Відомості про обраного депутата                             |
| -------------------- | ---------------------------------- | --------------------- | ------------------ | ------------------------- | ----------------------------------------------------------- |
| Партія «ВІДРОДЖЕННЯ» |                                    |                       |                    |                           |                                                             |
| 22                   | Вакуленко Віра Іванівна            | 05.11.2010            | вища               | член Партії «ВІДРОДЖЕННЯ» | Південна залізниця, станція Буди, чергова по станції        |
| 23                   | Семибратов Володимир Олександрович | 05.11.2010            | вища               | член Партії «ВІДРОДЖЕННЯ» | Харківська дистанція зв'язку Південної залізниці, начальник |
| Партія регіонів      |                                    |                       |                    |                           |                                                             |
| 1                    | Радченко Андрій Олексійович        | 05.11.2010            | вища               | член Партії регіонів      | пенсіонер                                                   |
| 2                    | Ткаченко Руслан Вікторович         | 05.11.2010            | середня спеціальна | член Партії регіонів      | тимчасово не працює                                         |
| 3                    | Кравченко Ігор Олексійович         | 05.11.2010            | середня спеціальна | член Партії регіонів      | приватний підприємець                                       |
| 4                    | Анищенко Ольга Іванівна            | 05.11.2010            | вища               | член Партії регіонів      | тимчасово не працює                                         |
| 5                    | Івченко Ніна Володимирівна         | 05.11.2010            | середня            | член Партії регіонів      | тимчасово не працює                                         |
| 8                    | Черкасова Зоя Григорівна           | 05.11.2010            | середня спеціальна | член Партії регіонів      | Будянська районна лікарня, медична сестра                   |
| 9                    | Чечоткіна Інна Вікторівна          | 05.11.2010            | середня            | член Партії регіонів      | ПП «Бережницький», продавець                                |
| 10                   | Закривидорога Сергій Юрійович      | 05.11.2010            | вища               | член Партії регіонів      | ПП «Закривидорога», робітник                                |
| 11                   | Страхова Ольга Іванівна            | 05.11.2010            | середня            | член Партії регіонів      | пенсіонер                                                   |
| 13                   | Бурко Євген Валентинович           | 05.11.2010            | вища               | член Партії регіонів      | ПП «Грабар В. В.», помічник приватного підприємця           |
| 14                   | Рожкова Наталя Анатоліївна         | 05.11.2010            | вища               | член Партії регіонів      | Будянська селищна рада, землевпорядник                      |
| 17                   | Варєца Яна Володимирівна           | 05.11.2010            | вища               | член Партії регіонів      | Національна юридична академія, студентка                    |
| 18                   | Ісаєва Наталія Семенівна           | 05.11.2010            | вища               | член Партії регіонів      | Будянський технологічний ліцей, вчитель                     |
| 19                   | Саєнко Наталія Вікторівна          | 05.11.2010            | середня спеціальна | член Партії регіонів      | Будянська селищна рада, секретар-друкарка                   |
| 20                   | Удовенко Сергій Іванович           | 05.11.2010            | середня            | член Партії регіонів      | тимчасово не працює                                         |
| 21                   | Бурка Інна Анатоліївна             | 05.11.2010            | середня            | член Партії регіонів      | ВАТ «Харківгаз», старший контролер                          |
| 26                   | Сініцина Валентина Петрівна        | 05.11.2010            | середня            | член Партії регіонів      | Харківський РЕС, контролер                                  |
| 27                   | Володіна Наталя Олександрівна      | 05.11.2010            | вища               | член Партії регіонів      | Будянський дитячий садок, бухгалтер                         |
| 28                   | Чернишенко Лариса Дмитрівна        | 05.11.2010            | середня спеціальна | член Партії регіонів      | пенсіонер                                                   |
| 29                   | Куц Юрій Миколайович               | 05.11.2010            | вища               | член Партії регіонів      | приватний підприємець                                       |
| 30                   | Шаповалова Людмила Євгенівна       | 05.11.2010            | вища               | член Партії регіонів      | приватний підприємець                                       |
| 31                   | Лопата Маргаритта Олександрівна    | 05.11.2010            | середня            | член Партії регіонів      | тимчасово не працює                                         |
| 33                   | Журбій Дмитро Віталійович          | 05.11.2010            | вища               | член Партії регіонів      | приватний підприємець                                       |
| 35                   | Любомир Тетяна Василівна           | 05.11.2010            | середня            | член Партії регіонів      | Харківська РЕС, контролер                                   |
| 36                   | Котляр Олексій Миколайович         | 05.11.2010            | середня            | член Партії регіонів      | пенсіонер                                                   |
| Самовисування        |                                    |                       |                    |                           |                                                             |
| 6                    | Неживий Олександр Миколайович      | 05.11.2010            | вища               | позапартійний             | тимчасово не працює                                         |
| 7                    | Грітчина Валентина Мелентіївна     | 05.11.2010            | вища               | позапартійна              | Будянська селищна рада, головний бухгалтер                  |
| 12                   | Рум'янцева Тамара Вікторівна       | 05.11.2010            | середня            | позапартійна              | тимчасово не працює                                         |
| 15                   | Павлучинська Світлана Вікторівна   | 05.11.2010            | середня спеціальна | позапартійна              | приватний підприємець                                       |
| 16                   | Зурашвілі Тетяна Вікторівна        | 27.12.2010            | вища               | позапартійна              | ТОВ «Маргунас-Україна», менеджер                            |
| 24                   | Демент Іван Миколайович            | 05.11.2010            | середня            | позапартійний             | приватний підприємець                                       |
| 25                   | Лопаткіна Тетяна Василівна         | 05.11.2010            | вища               | позапартійна              | пенсіонер                                                   |
| 32                   | Чорний Олександр Олексійович       | 05.11.2010            | середня спеціальна | позапартійний             | приватний підприємець                                       |
| 34                   | Усанова Наталія Вікторівна         | 05.11.2010            | вища               | позапартійна              | Салтівський хлібозавод, комірник                            |